# Paloma Ulacia
Paloma Ulacia Altolaguirre (Ciudad de México, 12 de octubre de 1957) es una poeta, novelista y pintora mexicana.

## Biografía
Hija de Manuel Ulacia Esteve y de la pintora Paloma Altolaguirre Méndez, es nieta materna de los poetas españoles Manuel Altolaguirre y Concha Méndez. Hermana del poeta Manuel Ulacia. Realizó su Maestría en La Sorbona de París, en Francia.

## Carrera literaria
En 1990 publicó el libro Concha Méndez. Memorias habladas, memorias armadas con el prólogo de María Zambrano. La obra rescata en sus páginas las vivencias de su abuela, Concha Méndez. El libro fue declarado finalista del Premio Comillas de Historia, Biografía y Memorias de Tusquets Editores, y reeditado en 2018 por la editorial Renacimiento de Sevilla, España.
En noviembre de 2022 publicó su poemario El ser primero, donde recopila sus poemas escritos entre 1980 y 1986.

## Obras
- Concha Méndez. Memorias habladas, memorias armadas (1990)
- El ser primero (2022)